# Dangerous
Dangerous — восьмой студийный альбом американского автора-исполнителя Майкла Джексона. Был выпущен на лейбле Epic Records 26 ноября 1991 года. Критики отмечали широкую жанровую палитру пластинки, в которую входят: нью-джек-свинг, фанк, индастриал, современный ритм-н-блюз, госпел, поп-рок и хард-рок.
Создавая альбом, Джексон сам выступал в качестве его исполнительного продюсера, сотрудничая с Тедди Райли и Биллом Боттреллом. Певец принимал непосредственное участие в создании каждой из 14-ти песен в качестве автора, продюсера или сопродюсера. Зимой 1991 года Dangerous дебютировал на вершинах хит-парадов США и Великобритании. В течение двух лет из него было выпущено 9 синглов и видеоклипов к ним, ролики вошли в видеосборник Dangerous – The Short Films. Наиболее успешными в мире стали синглы «Black or White» и «Remember the Time», в странах Европы успеха также добились «Heal the World», «Will You Be There» и «Give In to Me». Мировые продажи пластинки составляют от 32 до 40 млн экземпляров, она считается самым продаваемым альбомом Джексона после Thriller. В 1992 году Dangerous был отмечен одной статуэткой «Грэмми» и другими музыкальными наградами.
Летом 1992 года стартовал второй сольный мировой тур Майкла Джексона — Dangerous World Tour. В сентябре 1993 года певец дал свой первый концерт в России. Всего музыкант дал 69 концертов для 3,5 млн зрителей. Весь полученный доход от тура был пожертвован разным благотворительным организациям.
В 2001 году оригинальный альбом был переиздан под названием Dangerous: Special Edition.

## Предыстория
Предыдущий альбом Джексона, Bad, хотя и был скептически воспринят некоторыми критиками, стал коммерчески успешным. В первые дни после релиза пластинка стала одним из самых быстро продаваемых альбомов в истории. Пять из девяти синглов из Bad возглавили американский чарт Billboard Hot 100, таким образом был установлен рекорд по количеству синглов № 1 из одного альбома. Мировой тур в поддержку пластинки стал самым прибыльным концертным турне сольного исполнителя в 1980-х гг. Джексон возглавил список самых высокооплачиваемых деятелей шоу-бизнеса по версии журнала Forbes и был признан самым продаваемым артистом десятилетия.
Музыкант принял участие в записи песни «Do the Bartman» для мультсериала «Симпсоны», однако, по условиям контракта певца со звукозаписывающим лейблом, его причастность к созданию композиции замалчивалась. Позднее одни источники утверждали, что Джексон лишь записал для неё бэк-вокал, другие — что музыкант является ещё и соавтором песни вместе с Брайаном Лореном. «Do the Bartman» была выпущена в качестве сингла в ноябре 1990 года и заняла первые строчки хит-парадов нескольких стран мира. Кроме того, в сентябре 1991 года на телеэкраны вышел эпизод «Симпсонов» под названием «Совершенно безумный папа», для которого Джексон озвучил персонажа и написал песню «Happy Birthday, Lisa», в мультсериале её исполнил Кипп Леннон.
После выпуска Bad условия контракта на 3 альбома, заключенного Джексоном в 1978 году с Куинси Джонсом, были полностью выполнены. Певец не стал продолжать сотрудничество и решил сам выступить в качестве исполнительного продюсера своего следующего релиза. В марте 1991 года, музыкант подписал со звукозаписывающей компанией Sony Music Entertainment, на тот момент крупнейший в мире, контракт на шесть альбомов. Первоначально Джексон планировал издать сборник своих хитов с четырьмя новыми песнями под названием Decade. Работа началась сразу после выпуска Bad. Количество нового материала стало расти и, в конце концов, посоветовавшись с представителями лейбла, певец решил выпустить полноценный новый альбом.

## История создания
«На следующий день после релиза Bad Майкл уже работал в студии, создавая новые демоверсии», — вспоминает звукорежиссёр Брюс Свиден начало работы над новым альбомом. Около полутора лет Джексон работал в домашней студии, экспериментируя вместе со звукоинженерами. Процесс записи этой пластинки отличался от предыдущих: теперь певец сам выступал в роли «штурмана», принимая непосредственное участие в создании каждой из 14-ти песен в качестве автора, продюсера или сопродюсера. Сначала подготовленные треки отправлялись в студию Westlake, где музыкант уже записывал предыдущие пластинки. Именно там было положено начало работы над такими песнями как «Black or White», «Who Is It», «Dangerous» и «What About Us» (композиция была выпущена в 1995 году под названием «Earth Song»). Мэтт Форджер, работавший с Джексоном с начала 80-х, вспоминал, что все годы между выпуском Bad и Dangerous можно назвать непрерывным творческим потоком: «Он [Майкл] не из тех артистов, которые говорят: „Ой, у меня новый альбом на подходе, пора начинать писать песни“». С самого начала работы над пластинкой певец в течение 3-х лет сотрудничал с Биллом Боттреллом. Билл описал, каким образом Джексон сочинял свои песни: «Майкл начинает писать композицию не с текста, а с музыки, с её полного звучания. Возможно, бывают исключения, но чаще всего он дописывает слова позднее. Он напевает звуки, передаёт их своим голосом, не просто поёт слова песни, а показывает, как должна звучать та или иная партия: ударных или синтезаторов. Он действительно делает это очень хорошо».
В конце 1990 года Джексон связался с «крёстным отцом» нью-джек-свинга Тедди Райли: певцу нравился синтез хип-хопа, фанка и соула в этом музыкальном направлении, именно эти ритмы он хотел услышать в своем новом материале. Звук нью-джек-свинга в альбоме был адаптирован под вкусы музыканта. В частности, Джексон просил наложить поверх жанрового звучания свои фирменные объёмные струнные. Кроме того, Райли использовал в записи большое количество винтажной аппаратуры. Как только продюсер присоединился к процессу создания пластинки, команда певца разделилась, заняв две калифорнийские студии Record One и Larrabee Studios. В поисках нового звучания Джексон также обратился к Эл Эй Рейду и Бэбифейсу, однако ни одна их работа в альбом не вошла. Среди них была композиция «Slave to the Rhythm», которая в 2014 году была переработана продюсерами и выпущена в посмертном альбоме Джексона Xscape, в делюкс издание вошла демоверсия песни. В сотрудничестве с Брайаном Лореном музыкант написал и записал более 20-ти треков, ни один из которых также не попал на пластинку. Когда певец отказался от трека «To Satisfy You», Лорен решил выпустить её в своём исполнении, Джексон записал для песни бэк-вокал. Песня Брайана «Superfly Sister» была выпущена в 1997 году в альбоме музыканта Blood on the Dance Floor: HIStory in the Mix. Известно, что окончательный отбор в Dangerous не прошли такие треки различных авторов как: «California Grass», «Joy», «Verdicts», «Men in Black», «Michael McKellar» и «Peter Pan». Планировалось, что демоверсии «She Got It» и «If You Don’t Love Me» войдут в бонусный компакт-диск переиздания Dangerous: Special Edition.

### Обложка
Обложка пластинки представляет собой картину, написанную художником поп-сюрреалистом Марком Райденом при участии Джексона. Полотно выполнено акриловыми красками, на его создание у художника ушло 6 месяцев. Райден готовил картину параллельно с созданием пластинки Dangerous и, по его словам, черпал вдохновение в новой, тогда ещё не представленной публике музыке Джексона и аспектах его жизни. В картине заметно влияние христианского искусства Северной Европы XV века, в частности, стиля Иеронима Босха.
В центре располагаются глаза Джексона, остальная часть его лица скрыта за большой маской. Слева от неё на троне сидит Король с собачьей головой, тело которого скопировано с полотна Жана Огюста Доминика Энгра «Наполеон на императорском троне». В правой части сидит Королева-птица, образ которой позаимствован из триптиха Босха «Сад земных наслаждений». В центре внизу видна фабрика и дорога, пройдя по которой можно попасть внутрь.
Картина полна разнообразной символикой. Так Собачий король, по предположениям рецензентов, может обозначать власть, господство и жадность по аналогии с использованием образа собаки в видеоклипе Джексона «Leave Me Alone». Королева-птица — символ жизни, творчества и любви. Фабрика по одной версии может олицетворять творческую жизнь артиста; по другой — холодное и мрачное предприятие символизирует образ нижнего промышленного этажа мира из фильма Фрица Ланга «Метрополис». На вопрос о том, что на самом деле означают некоторые символы на картине, Райден ответил: «Майкл хотел, чтобы они оставались загадкой и люди интерпретировали бы их по-своему».

### Особенности композиций альбома
Dangerous часто характеризуют как исключительно нью-джек-свинговый альбом. Однако некоторые критики отмечают нехарактерные для этого жанра более динамичные и чёткие биты, синкопированные ритмы, индустриальное звучание; певец часто использует битбокс, скэт и щелчки пальцами. В композициях можно обнаружить большое разнообразие звуков: гудки клаксонов, звон цепей, хлопание дверей, звуки разбитого стекла, грохот металла. «Джексон легко адаптировался к новому жанру: он звучит фанковее, чем Guy, его тексты острее, чем у Бобби Брауна», — писал рецензент Pitchfork. Некоторые критики делят пластинку на две части по музыкальной составляющей. Первая — шесть композиций, созданных Джексоном в сотрудничестве с Тедди Райли: «Jam», «Why You Wanna Trip on Me», «In the Closet», «She Drives Me Wild», «Remember the Time» и «Can’t Let Her Get Away». Они охватывают разнообразие тяжёлого ритм-н-блюза от характерных для нью-джек-свинга грувов в низкой тональности до фанка и индастриала. Ко второй части относятся песни, имеющие в себе черты исключительно джексоновского артистизма: «Heal the World», «Black or White», «Who Is It», «Give In to Me» и «Will You Be There»; а также две баллады других авторов: «Keep the Faith» и «Gone Too Soon». Эти композиции относятся к другим музыкальным направлениям: поп-рок, танцевальная музыка, госпел. Завершает альбом титульный трек.
- «Jam». «Jam» открывает альбом звоном разбитого стекла, символизирующим «прорыв»[37]. Это нью-джек-свинговая с элементами фанка и хип-хопа композиция, написанная музыкантом вместе с Тедди Райли, Рене Муром[англ.] и Брюсом Свиденом. Критики отмечали инновационную манеру исполнения Джексона, представлявшую собой смешивание джазовой техники скэта с энергетикой хип-хопа, а также использование вздохов в качестве синкоп[38]. Рэп исполнил Heavy D[39]. В тексте Джексон повествует о внутреннем непонимании и противоречиях в контексте мира и общества[39].
- «Why You Wanna Trip on Me». В тексте «Why You Wanna Trip on Me» музыкант продолжает развивать тематику своего трека «Leave Me Alone». Джексон осуждает своих критиков за преследование и указывает на злободневные вопросы, на которые им следовало бы обратить внимание вместо него — это нищета, уличная преступность, голод и СПИД[37]. «Эти ударные смогут стереть каменные стены в песок, вокальные партии тщательно наложены друг на друга, многочисленные бриджи оставляют достаточно пространства для танцевальных импровизаций», — писал журналист Pitchfork[35].
- «In the Closet». Первоначально «In the Closet» должна была стать дуэтом Джексона и Мадонны, но сотрудничество с ней было прекращено ещё на раннем этапе, музыкант отказался от идей певицы, касающихся текста композиции[40]. Песня по мнению критиков значительно отличается от других песен в жанре нью-джек-свинга конца 80-х — начала 90-х[34]. Открывает её вступление на рояле, переходящее затем в замкнутый электронный бит, построенный на звуках хлопающей двери. Музыка наращивает напряжённость, достигающую высшей точки на отметке 4:30[34]. Звучит в «In the Closet» и женский голос «Таинственной девушки» («Mystery Girl»), позднее стало известно, что под этим псевдонимом скрывалась принцесса Монако Стефания[40]. Рецензенты отмечали, что песня иллюстрирует самый сексуально-романтичный период творчества Джексона[41].
- «She Drives Me Wild». Трек «She Drives Me Wild» можно назвать продолжением экспериментальной композиции «Speed Demon». Вместо музыкальных инструментов в песне были использованы звуки автомобилей: хлопанье дверей, гудки клаксонов, сирен и другие[42]. В издании The Village Voice отметили, что «She Drives Me Wild» опровергает точку зрения критиков, считавших, что в альбоме Dangerous в музыкальном плане нет ничего нового[42].

- «Remember the Time». «Remember the Time» представляет собой ностальгическую композицию, в тексте которой певец предлагает девушке вспомнить о тех временах, когда они любили друг друга. Критики отмечали, что песня сочетает в себе жанры ритм-н-блюза, нью-джек-свинга и госпела и, также как и сопровождавший её затем видеоклип, содержит расово-культурные отсылки к африканскому континенту[38][39][43]. Певец посвятил «Remember the Time» Дайане Росс[45][46].
- «Can’t Let Her Get Away». В этой композиции Джексон подражает манере исполнения своего кумира Джеймса Брауна. Она была экспериментом по слиянию хип-хопа и фанка начала 60-х гг[47]. Рецензенты писали: «„Can’t Let Her Get Away“ представляет собой непрерывный поток хлопков, битов, скрипов и импровизаций». Песня завершает нью-джек-свинговую часть пластинки[47].
- «Heal the World». «Heal the World» играет в альбоме роль своеобразной тематической точки опоры, отталкиваясь от которой, музыкант уводит слушателя от шумных, запутанных, житейских треков к утопии[48]. Композиция, выдержанная в жанре госпела, была написана Джексоном с целью создать песню с социальным посылом, понятную всем слушателям, независимо от национальности, языка, культуры[49]. В сентябре 1992 года певец открыл одноимённый благотворительный фонд[50].

- «Black or White». «Black or White» совмещает в себе жанры поп-музыки, ритм-н-блюза, рока и рэпа с элементами фанка и кантри. Текст, призывающий к расовой гармонии, и музыку сочинил Джексон, рэп-часть написал и исполнил Билл Боттрелл. Гитарное вступление, звучащее в полной альбомной версии песни было исполнено бывшим гитаристом группы Guns'n'Roses Слэшем[51][52].

- «Who Is It». Эта мрачная ритм-н-блюзовая композиция начинается со звучания женского сопрано в исполнении Линды Хармон[53]. Песня характеризуется многослойной музыкальной структурой, открывающейся при пристальном прослушивании; она включает в себя соло на флейте, звуки виолончели и пронзительную партию струнных[53]. В тексте певец повествует о предательстве[54].
- «Give In to Me». Продолжает тематику коварства и предательства песня «Give In to Me». Это эмоционально переменчивый трек, начинающийся с гудения меллотрона и развивающийся в выплеск накопленной внутри агрессии[55]. Критики называли песню лучшим хард-роковым исполнением Джексона в его карьере, композиция, по их мнению, получилась более гранжевой, чем другие песни музыканта в этом жанре[55][56]. Певец написал «Give In to Me» вместе с Биллом Боттреллом. Для исполнения гитарного риффа и соло в студию вновь был приглашён Слэш[57].
- «Will You Be There». Из хард-роковой атмосферы предыдущего трека «Will You Be There» переносит слушателя в совершенно другую, открывая перед ним новый по выразительности стилистический ландшафт. В качестве вступления к этой композиции Джексон использовал отрывок из Симфонии № 9 Людвига ван Бетховена. «Will You Be There» построена в строфической песенной форме без припева, способствующей развитию импровизаций, и формы «зов и ответ»[англ.], характерных для жанра госпела[58].
- «Keep the Faith». Песня сочетает в себе черты госпела и спиричуэлсов. Она была написана Гленом Баллардом и Саидой Гарретт[англ.]. Как и «Man in the Mirror», написанная ранее для Джексона этими авторами, «Keep the Faith» повествует о вере в себя и в способность человека изменить мир к лучшему[59].
- «Gone Too Soon». «Gone Too Soon» — баллада, написанная Базом Коэном и Ларри Гроссманом. Певец записал и включил её в альбом в память о юной жертве СПИДа — Райане Уайте. Джексон дружил с Уайтом и поддерживал его до самой смерти в марте 1990 года. Журналист Джейсон Кинг[англ.] писал: «Музыкант выпустил свой трибьют в тот период 90-х, когда не было ещё практически ни одного хип-хоп артиста, желавшего говорить о СПИДе публично. Эта песня — неподдельное выражение переживаний певца о молодой жертве болезни»[60].
- «Dangerous». Жанровую направленность трека «Dangerous» рецензенты характеризуют как нью-джек-индастриал фанк[60]. Первая демоверсия была написана и записана Джексоном в сотрудничестве с Биллом Боттреллом. Основой для композиции тогда послужила песня «Streetwalker», не вошедшая в альбом Bad[61]. Закончена «Dangerous» была с Тедди Райли[60].

## Релиз ипромо
Работа над альбомом продолжалась более трёх лет. В конце лета — начале осени 1991 года под давлением звукозаписывающего лейбла и менеджеров певец стал завершать проект.
За несколько дней до релиза пластинки группа грабителей совершила кражу 30 тыс. экземпляров альбома со склада в международном аэропорту Лос-Анджелес. Dangerous был выпущен 26 ноября 1991 года на компакт-дисках, кассетах и виниловых пластинках.
В 2001 году было запланировано выпустить двухдисковое переиздание пластинки, в бонусный компакт-диск должны были войти неизданные ранее композиции, записанные для альбома. Однако релиз второго диска был отменён, и альбом был переиздан в оригинальном варианте под названием Dangerous: Special Edition.

### Коммерческий успех
За первую неделю после релиза было продано более 325 тыс. экземпляров пластинки в США и более 2-х млн по всему миру. Dangerous дебютировал на вершинах альбомных чартов США и Великобритании. Мировые продажи пластинки составляют от 32 до 40 млн экземпляров, Dangerous считается самым продаваемым альбомом Джексона после Thriller. Пластинка была отмечена одной «Грэмми», двумя «American Music Awards» и несколькими другими статуэтками.

### Синглы и видеоклипы
Ведущим синглом из альбома стал «Black or White». Восхождение этой композиции на вершину чарта Billboard Hot 100 стало самым быстрым с 1969 года. На первой строчке она провела 7 недель — это самый успешный сингл Джексона со времён «Billie Jean». Кроме того, «Black or White» стала первой песней американского исполнителя, дебютировавшей на верхней строчке британского хит-парада UK Singles Chart с 1960 года. В декабре 1991 года состоялась мировая премьера 11-минутного видеоклипа на песню, в 27-ми странах мира ролик тогда просмотрели порядка 500 млн человек. Сразу после первого показа, на видеоклип обрушился шквал критики: вторая его половина — «танец пантеры» — была признана слишком провокационной и агрессивной, к ротации была допущена лишь первая часть ролика.
В январе 1992 года был издан второй сингл из пластинки — «Remember the Time». Песня стала третьей в Billboard Hot 100, возглавила Hot R&B/Hip-Hop Songs, а также хит-парад Новой Зеландии. Сингл получил золотой сертификат RIAA. Сопровождал релиз песни видеоклип в стилистике Древнего Египта. В ролике снялись актёр Эдди Мерфи, сомалийская и американская топ-модель Иман и баскетболист Мэджик Джонсон.
Третьим синглом из Dangerous должна была стать песня «Who Is It», однако вместо неё в апреле 1992 года было решено выпустить трек «In the Closet». Он возглавил Hot R&B/Hip-Hop Songs и оказался в пятёрках хит-парадов Австралии, Ирландии и Новой Зеландии. Видеоклип на песню, снятый Джексоном вместе с фотографом Хербом Ритцем, стал режиссёрским дебютом певца. В роли соблазнительницы, о которой музыкант повествует в тексте песни, выступила британская супермодель Наоми Кэмпбелл.
В июле 1992 года «Jam» стала четвёртым синглом из пластинки в США. Песня заняла третью строчку в Hot R&B/Hip-Hop Songs. В видеоклипе на песню снялись баскетболист Майкл Джордан, хип-хоп дуэт Kris Kross и рэпер Heavy D. В остальном мире в то же время была издана «Who Is It». Этот сингл стал третьим в хит-параде Польши, пятым в австрийском чарте и шестым в американском R&B/Hip-Hop Songs, в Великобритании «Who Is It» заняла 10-ю строчку. 13 июля 1992 года в Европе состоялась премьера видеоклипа на «Who Is It», снятого Дэвидом Финчером. В США песня была выпущена синглом в марте 1993 года после трансляции интервью Джексона Опре Уинфри, в которой музыкант а капелла и битбоксом исполнил отрывок песни. В Штатах этот ролик был выпущен только на DVD Dangerous – The Short Films, а в ротацию на телевидении попал лишь монтаж из выпущенных ранее видеоклипов и выступлений Джексона. «Jam», выпущенная синглом в других странах позднее, в Новой Зеландии стала второй, в Ирландии — пятой.
В сентябре 1992 года Джексон основал свой благотворительный фонд Heal the World Foundation, а два месяца спустя песня «Heal the World» стала шестым синглом из альбома музыканта. В чартах США и Канады песня не имела большого успеха, оставшись за пределами двадцатки. В европейских хит-парадах композиция напротив заняла высокие позиции, так она стала второй в Великобритании, Ирландии и Франции уступив лишь «I Will Always Love You» в исполнении Уитни Хьюстон. «Heal the World» получила золотые сертификаты в Австралии, Великобритании и Новой Зеландии. Видеоклип на песню представляет собой антивоенный ролик, демонстрирующий бедность и нищету детей в странах третьего мира.
В середине февраля 1993 в Австралии, Новой Зеландии и странах Европы состоялся релиз седьмого сингла из альбома — «Give In to Me». Песня возглавила хит-парады Польши и Новой Зеландии и стала второй в Великобритании и Ирландии. Премьера видеоклипа на эту композицию состоялась 10 февраля 1993 года во время интервью Джексона Опре Уинфри.
Восьмой сингл из пластинки, «Will You Be There», был выпущен в конце июня 1993 года перед премьерой фильма «Освободите Вилли», для которого песня была использована в качестве саундтрека. Композиция заняла седьмую строчку Billboard Hot 100, стала второй в Новой Зеландии, третьей — в хит-парадах Нидерландов, Бельгии и Швейцарии. Видеоклип на песню представляет собой компиляцию из концертных выступлений Джексона и кадров из фильма «Освободите Вилли». Композиция получила золотую сертификацию в США.
В качестве последнего сингла из Dangerous во Всемирный день борьбы со СПИДом 1 декабря 1993 года была выпущена баллада «Gone Too Soon». Песня стала шестой в чарте Новой Зеландии. В Великобритании композиция стала 9-м синглом из одного альбома Джексона, вошедшим в Топ-40, таким образом певец повторил достижение своей предыдущей пластинки Bad. «Gone Too Soon» сопровождалась видеоклипом, в него вошли кадры, на которых Райан Уайт запечатлён вместе с Джексоном, а также съёмки с похорон Уайта.

### Концертные выступления
В 1991 году Джексон выступил с песнями «Black or White» и «Will You Be There» на концерте, посвящённом 10-летию телеканала MTV. В феврале 1992 года стало известно, что музыкант поедет во второй сольный мировой тур — Dangerous World Tour. Серия концертов стартовала 25 июня в Германии. В августе 1992 года певец заключил сделку с компанией HBO на трансляцию концерта его тура в Бухаресте. По условиям соглашения организация заплатила Джексону около 20 млн долларов — трансляция концерта музыканта стала самой дорогой в истории. Шоу было выпущено на DVD Live in Bucharest: The Dangerous Tour.
По завершении первой части турне, Джексон в конце января 1993 года посетил церемонию American Music Awards, на которой исполнил песню «Dangerous». Спустя несколько дней певец выступил в перерыве финального матча турнира по американскому футболу Супербоул, из альбома тогда прозвучали композиции «Jam», «Black or White» и «Heal the World». Его перфоманс поспособствовал изменению динамики рейтингов этого спортивного события, трансляция матча стала одной из самых просматриваемых в истории телевидения. Джексон задал новый тренд: вместо оркестров и марширующих групп организаторы турнира стали приглашать других знаменитых музыкантов. В рамках второй половины Dangerous World Tour 15 сентября 1993 года певец под проливным дождём дал свой первый концерт в России на московском стадионе «Лужники». Всего Джексон дал 69 концертов для 3,5 млн зрителей, все доходы артист отправлял на благотворительность, в том числе в свой собственный фонд Heal the World Foundation. В ноябре 1993 года музыкант решил прервать турне по состоянию здоровья. Несмотря на то, что титульный трек пластинки не был выпущен синглом, певец выступал с этой композицией на последних концертах тура, а также на нескольких церемониях вручения наград.

## Реакция критиков
| Оценки критиков      | Оценки критиков |
| Источник             | Оценка          |
| -------------------- | --------------- |
| PopMatters           | положительная   |
| Los Angeles Times    | средняя         |
| New York Times       | ниже среднего   |
| Роберт Кристгау      | A−              |
| Entertainment Weekly | B+              |
| The Guardian         | положительная   |
| Orlando Sentinel     | [ 114 ]         |
| Billboard            | положительная   |
| Allmusic             | [ 115 ]         |
| Rolling Stone        | [ 54 ]          |
| El País              | [ 116 ]         |
| Pitchfork            | [ 35 ]          |

Рецензент PopMatters охарактеризовал Dangerous как переизобретение популярной музыки: «Как ещё описать альбом, сочетающий в себе ритм-н-блюз, фанк, госпел, хип-хоп, рок, индастриал и классику?». Журналист также отметил, что нью-джек-свинговые композиции на пластинке значительно отличаются от других треков в этом жанре конца 80-х — начала 90-х.
По мнению критика Los Angeles Times Джексон «потерялся» без Куинси Джонса, и лишь вторая половина альбома напоминает то, что они раньше делали вместе. Рецензенту New York Times Dangerous показался самым неуверенным альбомом со времён начала сольной карьеры музыканта. Журналисты Billboard выделили широкую жанровую палитру пластинки, от тяжёлого ритм-н-блюза и госпела до рока и танцевальных треков. Роберт Кристгау назвал Dangerous шагом вперёд после Bad, хотя некоторые вокальные приёмы певца показались ему вторичными.
В издании Entertainment Weekly альбом был охарактеризован по сравнению с предыдущим как «более фанковый, тяжёлый, со вспышками мрачности и паранойи в текстах песен». Некоторые рецензенты возразили, что термин «паранойя» не подходит для описания пластинки: «Общество, мировые устои, систематический расизм, одиночество, потеря себя, поиск искупления — этот альбом мрачен, но не параноидален». Критик портала Allmusic писал, что перемены внутри команды пошли певцу на пользу и раскрепостили его: он написал множество песен значительно сильнее тех, что были на предыдущей пластинке. В Spin Dangerous посчитали последним великим и, в то же время, самым мрачным альбомом Джексона. При этом, в композиции «Heal the World» он снова продемонстрировал идею того, что популярный музыкант может изменить мир к лучшему.
Рецензент Rolling Stone назвал пластинку триумфальной: «Альбом не скрывает страхов и противоречий жизни, проведённой в центре внимания».
По мнению критиков The Guardian, Dangerous был реальным творческим и эмоциональным пиком Джексона: «Песни, созданные в сотрудничестве с Райли — это чертовски сложные многослойные треки, их фанковая точность подчёркивает вокальные приёмы певца». В «Remember the Time» слышны и мягкость и свирепая страсть; "Will You Be There и «Heal the World» — очаровательно невинные баллады — в альбоме сочетаются с эротичными треками. Журналисты отметили, что Джексон рисковал, выпуская эту пластинку, и этот риск недооценён больше, чем кажется.

### Влияние
Журналисты Vibe писали, что благодаря собственному видению ритм-н-блюза Джексона и Райли и таким композициям как «Remember the Time» жанр вступил на новый виток развития. «Очевидно, что, как и в 1991 году, мейнстримовые артисты продолжают рассматривать хип-хоп стереотипно как нечто мимолётное или исключительно нигилистическое и криминальное», — писал критик Pitchfork Джефф Вайс. Джексон решил рискнуть, смешав в своей музыке хип-хоп и ритм-н-блюз. Для того, чтобы успешно воплотить эту идею в жизнь, певцу необходимо было пройти по тонкой грани между однодневными рэп-композициями и чем-то совсем радикальным. «Осуществив свой замысел, музыкант показал, что он умеет переплетать хип-хоп и ритм-н-блюз лучше, чем кто-либо мог себе представить», — отметил Вайс. В результате, с альбомом Dangerous стартовало новое музыкальное десятилетие, звучание, созданное Джексоном и Райли, отразилось в творчестве таких артистов, как Мэри Джей Блайдж, TLC, R. Kelly. Эксперименты, аналогичные тем, что провёл Джексон с перкуссией в «She Drives Me Wild», стали ставить Тимбаленд и The Neptunes. Пластинка также оказала влияние на музыку Дрейка, Канье Уэста, Бейонсе и многих других артистов, возглавляющих чарты. Критик The Guardian пишет: «Можно утверждать, что Dangerous в начале 90-х гг. был столь же значим для развития ритм-н-блюза и нью-джек-свинга, как Nevermind для альтернативного рока и гранжа». По мнению журналиста, современная музыка больше обязана альбому Джексона. Он отмечает, что только в наше время рецензенты начинают производить переоценку значимости Dangerous, отбросив шумиху и предрассудки, окружавшие релиз пластинки в 1991 году.

### Рейтинги и списки
| Издание | Рейтинг/Список                            | Источник |
| ------- | ----------------------------------------- | -------- |
| Q       | Список записей года, 1992                 | [ 121 ]  |
| Spin    | 300 лучших альбомов за 30 лет (1985—2014) | [ 118 ]  |
| Complex | 50 лучших альбомов 90-х                   | [ 122 ]  |
| NARM    | 200 Definitive Albums of All Time         | [ 123 ]  |

## Список композиций
| №                   | Название                                                 | Автор(ы)                                          | Длительность |
| ------------------- | -------------------------------------------------------- | ------------------------------------------------- | ------------ |
| 1.                  | «Jam» (c Heavy D)                                        | Майкл Джексон, Рене Мур, Брюс Свиден, Тедди Райли | 5:39         |
| 2.                  | «Why You Wanna Trip on Me»                               | Райли, Бернард Бель                               | 5:24         |
| 3.                  | «In the Closet» (с Таинственной Девушкой (Mystery Girl)) | Джексон, Райли                                    | 6:31         |
| 4.                  | «She Drives Me Wild» (c Wrecks’n’Effect)                 | Джексон, Райли, Эквил Дэвидсон                    | 3:41         |
| 5.                  | «Remember the Time»                                      | Райли, Джексон, Бель                              | 4:00         |
| 6.                  | «Can't Let Her Get Away»                                 | Джексон, Райли                                    | 4:58         |
| 7.                  | «Heal the World»                                         | Джексон                                           | 6:25         |
| 8.                  | «Black or White» (c L.T.B. (Боттрелл))                   | Джексон, Билл Боттрелл                            | 4:15         |
| 9.                  | «Who Is It»                                              | Джексон                                           | 6:34         |
| 10.                 | «Give In to Me»                                          | Джексон, Боттрелл                                 | 5:29         |
| 11.                 | «Will You Be There»                                      | Джексон                                           | 7:40         |
| 12.                 | «Keep the Faith»                                         | Джексон, Глен Баллард, Саида Гарретт              | 5:57         |
| 13.                 | «Gone Too Soon»                                          | Ларри Гроссман, Баз Коэн                          | 3:23         |
| 14.                 | «Dangerous»                                              | Джексон, Боттрелл, Райли                          | 6:57         |
| Общая длительность: | Общая длительность:                                      | Общая длительность:                               | 73:12        |

## Участники записи
| - Майкл Джексон — исполнительный продюсер, автор текстов и музыки, вокал, бэк-вокал - Тедди Райли — продюсер, автор музыки, ударные, гитара - Билл Боттрелл — продюсер, автор музыки, гитара, перкуссия - Бернард Белль — автор музыки - Рене Мур — клавишные - Брюс Свиден — автор музыки, запись, микширование, ударные - Пол Джексон — гитара - Терри Джексон — бас-гитара - Брайан Лорен — ударные, бас-гитара - Льюис Джонсон, Абрахам Лабориэль — бас-гитара - Тим Пирс — хэви-метал гитара - Брэд Баксер, Джон Барнс, Джейсон Мартц, Грег Филлингейнс — клавишные - Мэтт Форджер — звукорежиссёр, запись, микширование | - Брэд Сандберг — звукорежиссёр - Брэд Баксер — аранжировка, клавишные - Стив Поркаро, Дэвид Пейч — аранжировка, синтезаторы - Джефф Поркаро, Ретт Лоуренс — ударные - Джаи Виндин — рояль, бас-гитара - Дэвид Пейч — клавишные - Хор Андре Крауча — бэк-вокал - «Таинственная девушка» («Mystery Girl») — вокал («In the Closet») - Криста Ларсон — вокальное соло («Heal the World») - Джон Бахлер и его хор — аранжировка хора («Heal the World») - Ларри Корбетт — соло на виолончели («Who Is It») - Линда Хармон — вокал сопрано («Who Is It») - Глен Баллард, Саида Гарретт, Баз Коэн — авторы текстов и музыки - Слэш — соло-гитара - Heavy D — рэп - Джонни Мэндел — оркестр |

## Позиции в чартах и сертификации
| Чарт (1991—93) | Высшая позиция |
| -------------- | -------------- |
| Австралия      | 1              |
| Австрия        | 2              |
| Великобритания | 1              |
| Германия       | 1              |
| Европа         | 1              |
| Израиль        | 1              |
| Канада         | 3              |
| Куба           | 1              |
| Мексика        | 1              |
| Нидерланды     | 1              |
| Новая Зеландия | 1              |
| Норвегия       | 1              |
| США            | 1              |
| Франция        | 1              |
| Швейцария      | 1              |
| Швеция         | 2              |
| Япония         | 1              |

| Страна                 | Сертификация     |
| ---------------------- | ---------------- |
| Бразилия (ABPD)        | Золотой          |
| Венгрия (Mahasz)       | Платиновый       |
| Финляндия (IFPI)       | Платиновый       |
| Мексика (AMPROFON)     | 2× Платиновый    |
| Япония (RIAJ)          | 2× Платиновый    |
| Дания (IFPI)           | 3× Платиновый    |
| Нидерланды (NVPI)      | 3× Платиновый    |
| Швеция (IFPI)          | 3× Платиновый    |
| Австрия (IFPI)         | 4× Платиновый    |
| Германия (BVMI)        | 4× Платиновый    |
| Чили (IFPI)            | 5× Платиновый    |
| Швейцария (IFPI)       | 5× Платиновый    |
| Великобритания (BPI)   | 6× Платиновый    |
| Испания (PROMUSICAE)   | 6× Платиновый    |
| Канада (Music Canada)  | 6× Платиновый    |
| Новая Зеландия (RIANZ) | 6× Платиновый    |
| Малайзия (RIM)         | 7× Платиновый    |
| США (RIAA)             | 8× Платиновый    |
| Австралия (ARIA)       | 10× Платиновый   |
| Франция (SNEP)         | 2х Бриллиантовый |

## Награды и номинации
| Год  | Награда                          | Номинированная работа | Категория                                              | Результат | Источник |
| ---- | -------------------------------- | --------------------- | ------------------------------------------------------ | --------- | -------- |
| 1992 | Billboard Music Awards           | «Black or White»      | Сингл № 1 в мире                                       | Победа    | [ 156 ]  |
| 1992 | Billboard Music Awards           | Dangerous             | Альбом № 1 в мире                                      | Победа    | [ 156 ]  |
| 1992 | Billboard Music Video Awards     | «In the Closet»       | Лучшая мужская хореография в видеоклипе                | Номинация | [ 157 ]  |
| 1992 | Grammy Awards                    | Dangerous             | Лучшая работа звукоинженеров                           | Победа    | [ 158 ]  |
| 1992 | MTV Video Music Awards           | «In the Closet»       | Лучшая кинематография                                  | Номинация | [ 159 ]  |
| 1992 | MTV Video Music Awards           | «Black or White»      | Лучшие спецэффекты                                     | Номинация | [ 159 ]  |
| 1992 | Pro-Set Los Angeles Music Awards | «Black or White»      | Видеоклип года                                         | Победа    | [ 3 ]    |
| 1992 | International Monitor Awards     | «Black or White»      | Лучшие спецэффекты                                     | Победа    | [ 99 ]   |
| 1992 | Juno Awards                      | «Black or White»      | Самый продаваемый сингл зарубежного артиста            | Номинация | [ 160 ]  |
| 1992 | Japan Gold Disc Awards           | Dangerous             | Лучший зарубежный альбом                               | Победа    | [ 161 ]  |
| 1992 | Japan Gold Disc Awards           | Dangerous             | Лучший зарубежный рок-альбом                           | Победа    | [ 161 ]  |
| 1993 | Grammy Awards                    | «Black or White»      | Лучшее вокальное поп-исполнение                        | Номинация | [ 162 ]  |
| 1993 | Grammy Awards                    | «Jam»                 | Лучшее вокальное ритм-н-блюз исполнение                | Номинация | [ 162 ]  |
| 1993 | Grammy Awards                    | «Jam»                 | Лучшая ритм-н-блюз песня                               | Номинация | [ 162 ]  |
| 1993 | American Music Awards            | Dangerous             | Лучший поп/рок альбом                                  | Победа    | [ 163 ]  |
| 1993 | American Music Awards            | Dangerous             | Лучший соул/ритм-н-блюз альбом                         | Номинация | [ 164 ]  |
| 1993 | American Music Awards            | «Remember the Time»   | Лучший соул/ритм-н-блюз сингл                          | Победа    | [ 165 ]  |
| 1993 | Soul Train Music Awards          | Dangerous             | Лучший ритм-н-блюз соул альбом                         | Победа    | [ 166 ]  |
| 1993 | Soul Train Music Awards          | «Remember the Time»   | Лучший ритм-н-блюз соул сингл                          | Победа    | [ 166 ]  |
| 1993 | BMI Awards                       | «Black or White»      | Награда в категории «Поп»                              | Победа    | [ 167 ]  |
| 1993 | BMI Awards                       | «Remember the Time»   | Награда в категории «Поп»                              | Победа    | [ 167 ]  |
| 1993 | MTV Video Music Awards           | «Jam»                 | Лучшая хореография                                     | Номинация | [ 168 ]  |
| 1993 | NAACP Image Awards               | «Black or White»      | Выдающееся музыкальное видео                           | Победа    | [ 169 ]  |
| 1993 | Juno Awards                      | «Black or White»      | Самый продаваемый сингл (зарубежный или отечественный) | Номинация | [ 160 ]  |
| 1994 | MTV Movie Awards                 | «Will You Be There»   | Лучший саундтрек                                       | Победа    | [ 170 ]  |